# Raz-de-marée de la Sainte-Agathe en 1288
Le raz-de-marée de la Sainte-Agathe est une inondation qui eut lieu le 5 février 1288, jour de la Sainte-Agathe. Cette inondation a frappé l'actuelle région de la Zélande et de la Hollande-Méridionale.